# See You Again (bài hát của Miley Cyrus)
"See You Again" là một ca khúc được trình bày bởi ca sĩ nhạc pop người Mĩ Miley Cyrus. Nó cũng là đĩa đơn chính thứ hai của album solo đầu tiên của Miley, Hannah Montana 2: Meet Miley Cyrus

## Xếp hạng
| Bảng xếp hạng (2007–2008)            | Vị trí cao nhất |
| ------------------------------------ | --------------- |
| Úc (ARIA)                            | 6               |
| Áo (Ö3 Austria Top 40)               | 30              |
| Bỉ (Ultratop 50 Wallonia)            | 43              |
| Canada (Canadian Hot 100)            | 4               |
| Đức (GfK)                            | 52              |
| Hungary (Single Top 40)              | 7               |
| Ireland (IRMA)                       | 13              |
| New Zealand (Recorded Music NZ)      | 11              |
| Anh Quốc (OCC)                       | 11              |
| Hoa Kỳ Billboard Hot 100             | 10              |
| Hoa Kỳ Adult Pop Airplay (Billboard) | 21              |
| Hoa Kỳ Pop Airplay (Billboard)       | 4               |

| Bảng xếp hạng (2008)             | Vị trí |
| -------------------------------- | ------ |
| Australia (ARIA)                 | 26     |
| Canada (Canadian Hot 100)        | 21     |
| New Zealand (Recorded Music NZ)  | 43     |
| UK Singles (OCC)                 | 103    |
| US Billboard Hot 100             | 31     |
| US Mainstream Top 40 (Billboard) | 15     |

## Các bài hát
The Remixes
1. "See You Again" (Johnny Coppola Dance You Again Remix Edit)
2. "See You Again" (Johnny Coppola Dance You Again Remix)
3. "See You Again" (Mark Roberts Ultimix)

Rock Mafia Remix 1
1. "See You Again" (Rock Mafia Remix)
2. "See You Again" (Moto Blanco Radio Edit)

Rock Mafia Remix 2
1. "See You Again" (Rock Mafia Remix)
2. "See You Again" (Nhạc đệm)

## Rock Mafia remix
"See You Again" được remix bởi Rock Mafia và được ra mắt trong album phòng thu thứ hai của Miley Cyrus, album Breakout.

### Xếp hạng
| Bảng xếp hạng (2008)             | Vị trí cao nhất |
| -------------------------------- | --------------- |
| Belgian Singles Chart (Flanders) | 43              |
| Irish Singles Chart              | 13              |
| UK Singles Chart                 | 11              |
| Polish Singles Chart             | 20              |
| UK Singles Chart                 | 11              |

## Các phiên bản cover lại bài hát
| Tên ca khúc   | Ca sĩ            | Ngôn ngữ  | Album                |
| ------------- | ---------------- | --------- | -------------------- |
| See You Again | Breathe Carolina | Tiếng Anh | Punk Goes Pop 2      |
| See You Again | Year One         | Tiếng Anh |                      |
| See You Again | The Mae Shi      | Tiếng Anh |                      |
| See You Again | Heros For Hire   | Tiếng Anh |                      |
| See You Again | Brian McFadden   | Tiếng Anh | On Tour of Australia |
| See You Again | Little Boots     | Tiếng Anh |                      |